# Magik Seven: Live in Los Angeles
Magik Seven: Live in Los Angeles is de zevende cd uit de Magik reeks van DJ Tiësto.
De cd verscheen in 2001.
Net als de rest van de cd's uit deze reeks is ook deze cd een "live turntable mix", oftewel de cd is opgenomen terwijl Tiësto de platen mixte. Net als op deel 6 is ook deze cd opgenomen tijdens een live-optreden van de Dj. Deze cd is opgenomen tijdens een optreden van Tiësto in Los Angeles in 2000.

## Tracklist
1. Auranaut - People Want to Be Needed (7:44)
2. Three Drives on a Vinyl - Sunset on Ibiza (3:45)
3. Schiller - Das Glockenspiel [Humate Remix] (3:33)
4. Ballroom - Come Along! (5:51)
5. Insigma - Open Your Eyes (5:51)
6. Jan Johnston - Flesh (6:09)
7. Riva - Stringer (5:15)
8. R.I.V.E.R. - Sunrise at Palamos (4:19)
9. Push - Strange World (4:14)
10. Utah Saints - Lost Vagueness (4:05)
11. Mario Più - Bass Control (4:12)
12. DJ Tiësto - Flight 643 (5:31)
13. Green Martian - Industry (4:05)
14. Planisphere - Moonshine (6:19)
15. CJ Bolland - The Prophet (5:37)